# Закон Гавлика
Зако́н Га́влика — общеславянское правило, определяющее судьбу редуцированных гласных после процесса их падения в зависимости от положения в слове. Назван в честь чешского учёного Антонина Гавлика (чеш. Antonín Havlík), который сформулировал его в 1889 г.

## Сильные и слабые редуцированные
В соответствии с законом Гавлика все редуцированные делятся на «сильные» и «слабые». Слабые после процесса падения редуцированных исчезают, а сильные переходят в гласные полного образования. Нечётные редуцированные, считая от конца слова, являются слабыми, чётные сильными — пока не обнаружится полная гласная. После этого всё снова начинается со слабой: въ лъбъ → в лоб, въ лъбу → во лбу.